# Lázaro (brazylijski piłkarz)
Lázaro Vinicius Marques (ur. 12 marca 2002 w Belo Horizonte) – brazylijski piłkarz występujący na pozycji skrzydłowego lub napastnika, od 2024 roku zawodnik Palmeiras.